# Chaim Bar-Lev

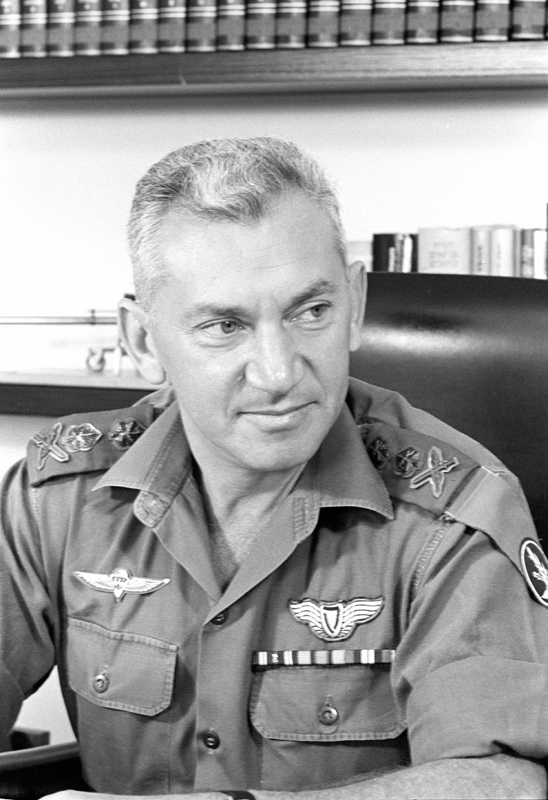
Chaim Bar-Lev

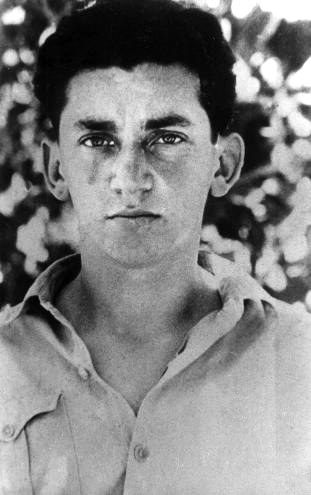
Chaim Bar-Lev, 1948

Chaim Bar-Lev (hebräisch חיים בר-לב, auch Haim Bar-Lev; geboren am 16. November 1924 in Wien als  Haim Brotzlewsky; gestorben am 7. Mai 1994 in Tel Aviv, Israel) war ein israelischer General und Generalstabschef der israelischen Verteidigungsstreitkräfte während des Abnutzungskrieges zwischen Ägypten und Israel von 1968 bis 1970.

## Leben
Im Jahre 1939 wanderte Bar-Lev von Jugoslawien in das Mandatsgebiet Palästina ein und besuchte dort die Landwirtschaftsschule Mikwe Israel.

### Militärische Karriere
1942 wurde er Mitglied des Palmach und vier Jahre später Kommandeur der Kompanie „D“. Hier war er für die Sprengung der Allenby-Brücke verantwortlich. Im Jahre 1947 wurde er schließlich Regimentskommandeur des achten Regiments der Palmach und im Jahr darauf Operationsoffizier der Negev-Brigade. Er war anschließend Regimentskommandeur während der Operation Horew und wurde schließlich 1952 Chef des nördlichen Befehlsbereichs und zwei Jahre später Kommandeur der Giv’ati-Brigade. 1956 wurde er nach Besuch einer englischen Offiziersschule Chef der Ausbildung in der israelischen Streitkräfte. Im Sinaifeldzug von 1956 war er Chef der 27. Reserve-Panzerbrigade des nördlichen Befehlsbereichs und von 1957 bis 1961 Kommandeur des Panzer-Korps. Später studierte er Betriebswirtschaft und Volkswirtschaft an der Columbia University in New York und 1966 Politikwissenschaft an der Pariser Universität.
Von 1964 bis 1966 war er Chef der Operationsabteilung im Generalstab und wird danach zum stellvertretenden Generalstabschef ernannt. Von 1968 bis 1972 war er schließlich Generalstabschef, in diese Zeit fällt auch der 17-monatige Abnutzungskrieg, der nach der Aufkündigung des Waffenstillstandabkommens durch Nasser im März 1969 folgte. Unter seiner Regie entstand entlang des Suezkanals die nach ihm benannte Bar-Lev-Linie, die von den damaligen westlichen Militärexperten als vorbildhaft und unüberwindbar angesehen wurde. Sie galt als „die sicherste Befestigungsanlage der Welt“, auch weil sie mit einer hochentwickelten Infrastruktur ausgestattet war. Ein scharfer Kritiker der Bar-Lev-Linie war zu dieser Zeit Ariel Scharon, der sie für strategisch wertlos hielt, da sie Israel in einen Stellungskrieg zwang. Auch Mosche Dajan war von Anfang an gegen eine Befestigungsanlage so nah am Suezkanal, unternahm aber, obwohl er politisch dazu in der Lage war, nichts, um die Situation zu verändern.
Im Jom-Kippur-Krieg von 1973, in dem die nur von wenigen hundert Soldaten gehaltene Bar-Lev-Linie fast vollständig von der ägyptischen Armee überrannt worden war, kehrte Bar-Lev als Kommandeur an der ägyptischen Front in die Armee zurück.

### Politische Karriere
Am 5. März 1972 übernahm er, ohne Mitglied der Knesset zu sein, in der 15. Regierung unter Ministerpräsidentin Golda Meïr das bis dahin von Finanzminister Pinchas Sapir verwaltete Amt des Handels- und Industrieministers. Dieses Amt hatte er bis zur 17. Regierung inne. In der 16. Regierung war er zusätzlich Entwicklungsminister, dieses Ministerium wurde jedoch in der 17. Regierung abgeschafft. Die Arbeitspartei verlor zwar 1977 die Regierungsmacht an den Likud, Bar-Lev wurde jedoch in die 9. Knesset gewählt und konnte seinen Sitz drei weitere Male bis 1992 erfolgreich behaupten. Von 1978 bis 1984 war er auch Generalsekretär seiner Partei.
Von 1992 bis 1994 war er schließlich Botschafter in Moskau, beinahe bis zu dem Tag, an dem er nach schwerer Krankheit starb.